# Округ Вецел (Западна Вирџинија)
Вецел (енгл. Wetzel County) је округ у америчкој савезној држави Западна Вирџинија.

## Демографија
По попису из 2010. године број становника је 16.583, што је 1.11 (-6,3%) становника мање него 2000. године.
| Група             | 2000.          | 2010.          |
| Белци             | 17.439 (98,6%) | 16.319 (98,4%) |
| Афроамериканци    | 15 (0,1%)      | 24 (0,1%)      |
| Азијати           | 57 (0,3%)      | 40 (0,2%)      |
| Хиспаноамериканци | 74 (0,4%)      | 83 (0,5%)      |
| Укупно            | 17.693         | 16.583         |